# Cantone di Beaupréau
Il Cantone di Beaupréau è una divisione amministrativa dell'arrondissement di Cholet.
A seguito della riforma approvata con decreto del 26 febbraio 2014, che ha avuto attuazione dopo le elezioni dipartimentali del 2015, è passato da 12 a 22 comuni. Alla fine del 2015 per effetto di fusioni fra comuni, pur rimanendo la superficie del comune immutata il numero dei comuni è passato 3.

## Composizione
I 12 comuni facenti parte prima della riforma del 2014 erano:
- Andrezé
- Beaupréau
- Bégrolles-en-Mauges
- La Chapelle-du-Genêt
- Gesté
- Jallais
- La Jubaudière
- Le May-sur-Èvre
- Le Pin-en-Mauges
- La Poitevinière
- Saint-Philbert-en-Mauges
- Villedieu-la-Blouère

Dal 2015 i comuni appartenenti al cantone sono diventati i seguenti 22:
- Andrezé
- Beaupréau
- Bégrolles-en-Mauges
- La Boissière-sur-Èvre
- La Chapelle-du-Genêt
- Chaudron-en-Mauges
- La Chaussaire
- Le Fief-Sauvin
- Le Fuilet
- Gesté
- Jallais
- La Jubaudière
- Montrevault
- Le Pin-en-Mauges
- La Poitevinière
- Le Puiset-Doré
- Saint-Philbert-en-Mauges
- Saint-Pierre-Montlimart
- Saint-Quentin-en-Mauges
- Saint-Rémy-en-Mauges
- La Salle-et-Chapelle-Aubry
- Villedieu-la-Blouère

Dal 15 dicembre 2015 per effetto delle fusioni che hanno portato alla formazione dei nuovi comuni di Beaupréau-en-Mauges e Montrevault-sur-Èvre i comuni costituenti il cantone sono diventati i seguenti 3:
- Beaupréau-en-Mauges
- Bégrolles-en-Mauges
- Montrevault-sur-Èvre